# Liste d'étoiles nommées d'après une personne
Lors des derniers siècles, quelques étoiles ont été nommées d'après des personnes, généralement leur découvreur ou une personne ayant contribué à un avancement particulier dans la connaissance de cette étoile. Ces étoiles restent en nombre limité, la plupart n'ayant que des numéros de catalogues et certaines un nom traditionnel ou (plus récemment) un nom « populaire ».

## Noms communément utilisés
Quelques étoiles sont nommées d'après des personnes, la plupart ayant une signification particulière lors de leur découverte, habituellement ayant des caractéristiques particulières.

### L'étoile d'Argelander

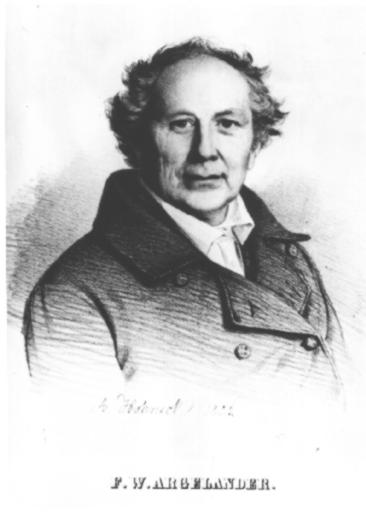
F.W. Argelander

L'étoile d'Argelander est Groombridge 1830, une étoile ayant un mouvement propre élevé. Elle est nommée d'après Friedrich Wilhelm Argelander, qui découvrit ce mouvement propre élevé en 1842.

### La seconde étoile d'Argelander
La seconde étoile d'Argelander est Lalande 21185, une naine rouge proche. Elle est aussi nommée d'après Argelander, qui découvrit son mouvement propre élevé en 1857.

### L'étoile de Baade

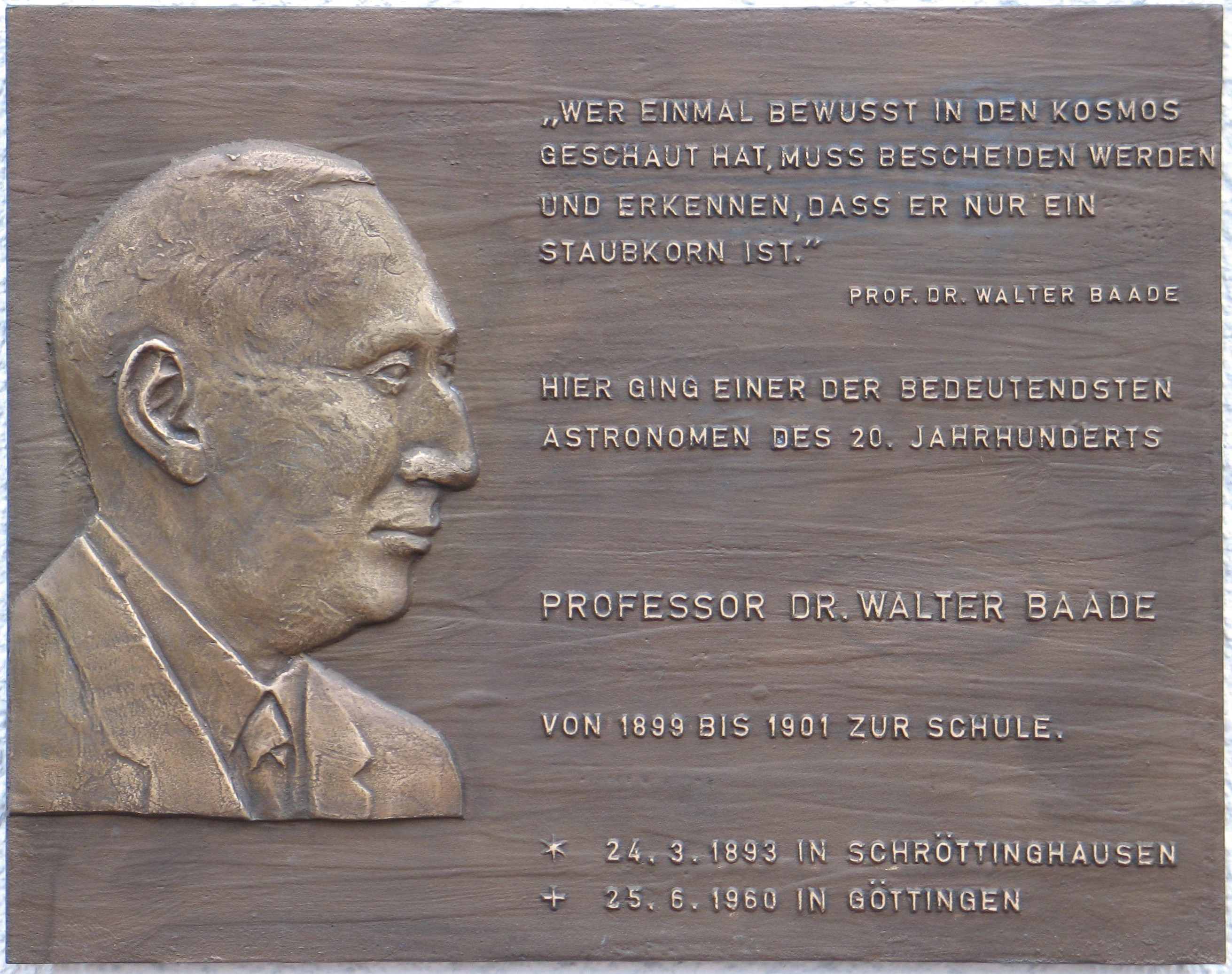
Walter Baade

L'étoile de Baade, plus connue sous le nom de pulsar du Crabe (PSR B0531+21), est nommée d'après Walter Baade, qui le premier associa « positivement » cette étoile à la nébuleuse du Crabe.

### L'étoile de Barnard

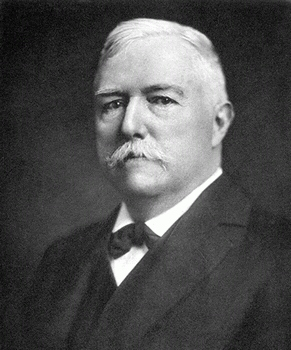
E.E. Barnard

L'étoile de Barnard est une petite naine rouge nommée d'après E.E. Barnard, qui la découvrit en 1916, c'est l'étoile avec le plus grand mouvement propre connu.

### L'objet de Becklin-Neugebauer
L'objet de Becklin-Neugebauer (BN) est un objet du nuage moléculaire d'Orion visible uniquement en infrarouge, découvert en 1967 par Eric Becklin et Gerry Neugebauer. Il s'agit probablement d'une proto-étoile de masse intermédiaire et la première étoile détectée par des observations infrarouges. Après le Soleil, l'objet BN est l'objet le plus brillant du ciel aux longueurs d'onde inférieures à 10 micromètres.

### L'étoile de Bessel (aussi étoile volante de Piazzi)
| - F.W. Bessel - G. Piazzi |

L'étoile de Bessel, plus connue sous la désignation 61 Cygni, fut pendant une courte période la plus proche étoile dont la distance était précisément connue, sa distance ayant été mesurée par Friedrich Bessel en 1838. Cette étoile est aussi nommée l'étoile volante de Piazzi depuis que Giuseppe Piazzi l'identifia comme une bonne candidate pour une mesure de distance (parallaxe).

### L'étoile de Boyajian / de Tabby
L'étoile de Boyajian, ou de façon plus informelle l'étoile de Tabby, est KIC 8462852, une étoile de type F de la séquence principale située dans la constellation du Cygne et dont la courbe de lumière est très inhabituelle. Elle est nommée d'après Tabetha S. Boyajian, surnommée Tabby.

### L'étoile de Van Briesbroeck

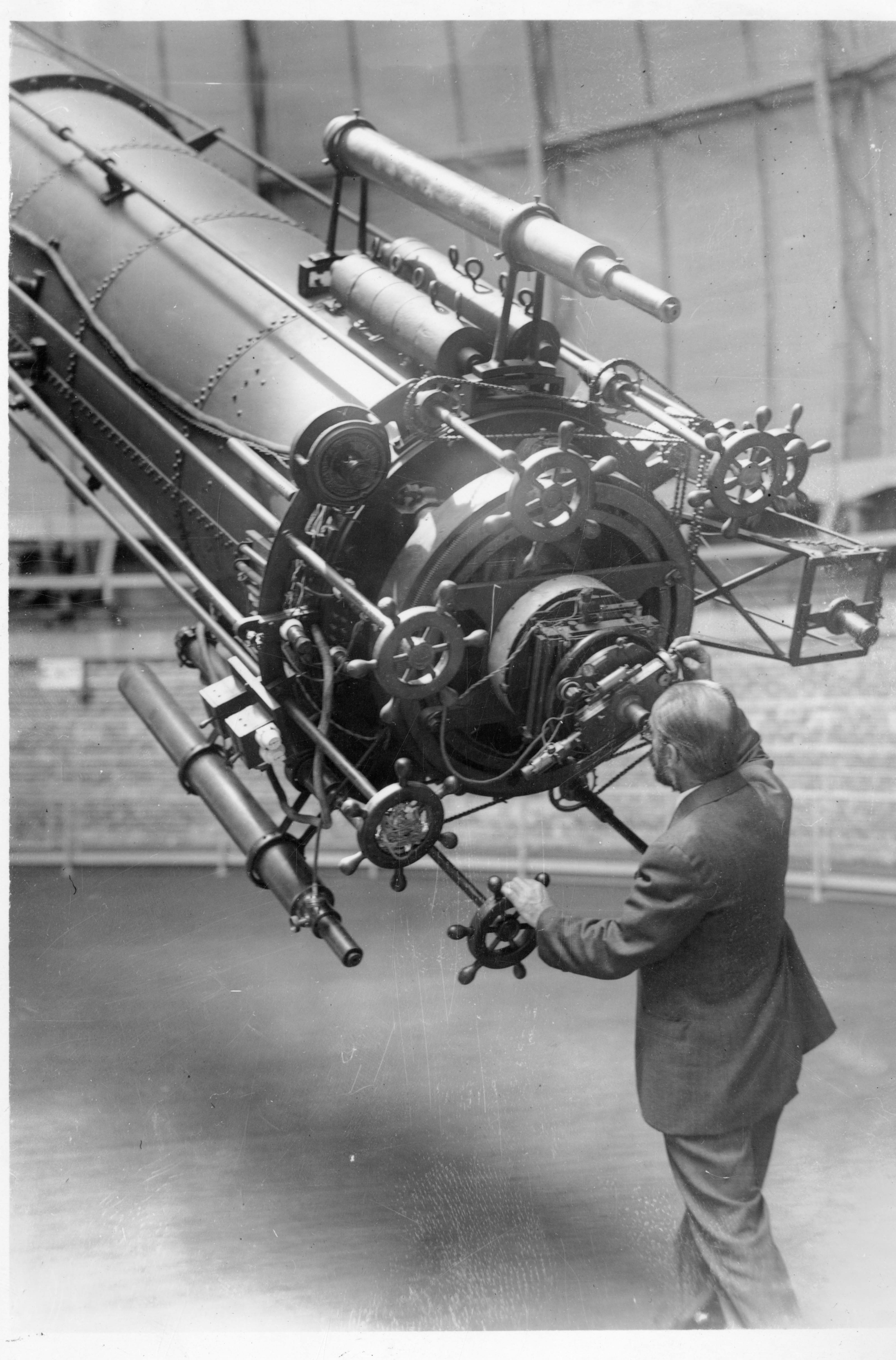
Van Biesbroeck

L'étoile de Van Biesbroeck, ou VB 10, est une très petite et peu lumineuse naine rouge nommée d'après George Van Biesbroeck, qui la découvrit en 1944. C'était alors la plus petite et la plus faible étoile alors connue.

### L'étoile de Cayrel
L'étoile de Cayrel (BPS CS 31082-0001) est une étoile ultra-pauvre en métaux du halo nommée d'après l'astronome français Roger Cayrel.

### Cor Caroli

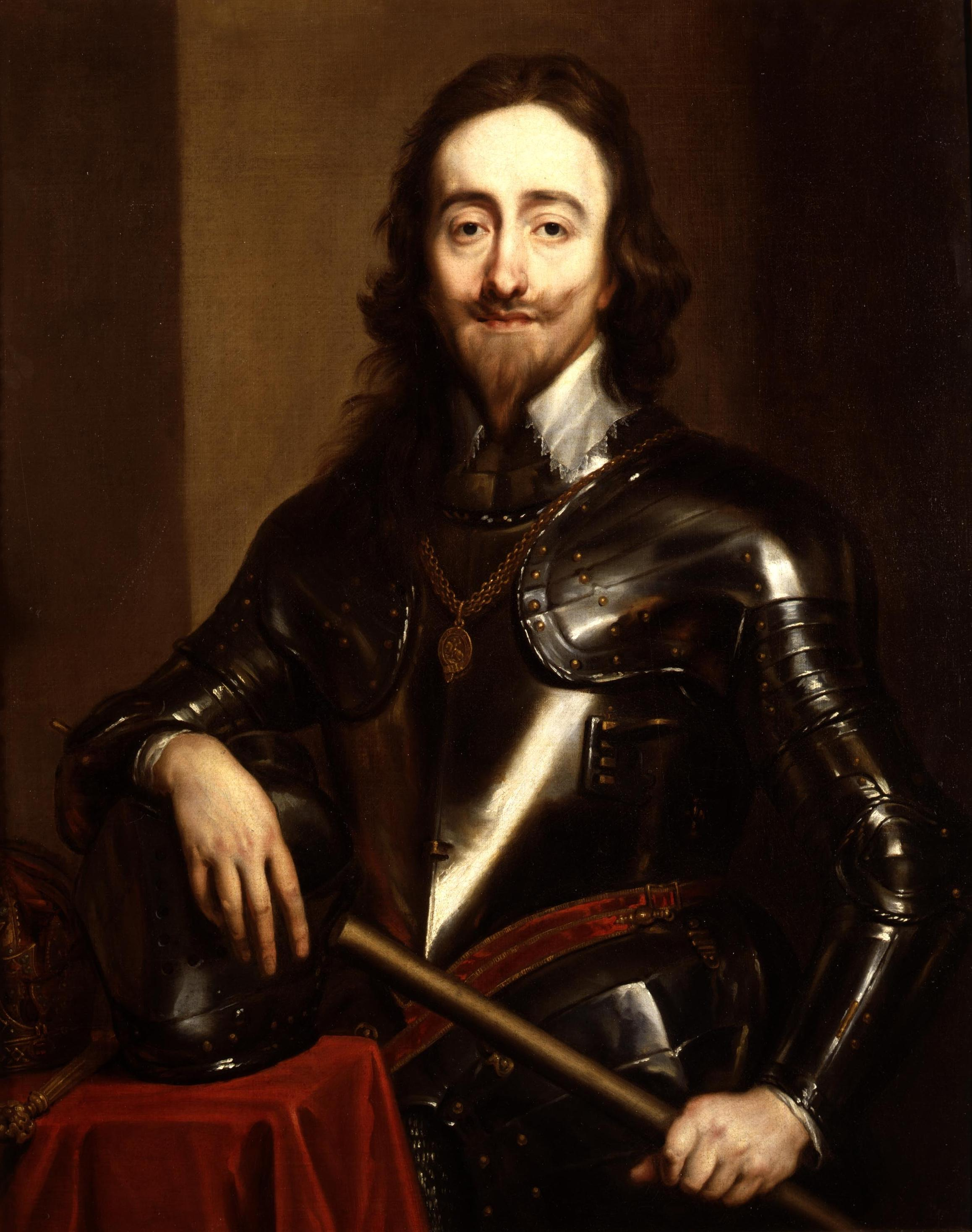
Charles Ier

Cor Caroli (α Canum Venaticorum), bien que seulement de troisième magnitude, est l'étoile la plus brillante dans l'actuelle constellation des Chiens de chasse. Cor Caroli (« le cœur de Charles » en latin), à l'origine Cor Caroli Regis Martyris (« le Cœur du Roi martyr Charles »), fut nommée en l'honneur du roi Charles Ier d'Angleterre, qui fut exécuté à la suite de la deuxième guerre civile anglaise.

### L'étoile grenat de Herschel
L'étoile grenat de Herschel, aussi nommée Mu Cephei, est une supergéante rouge particulièrement remarquable pour sa couleur rouge profond, décrite pour la première fois par William Herschel.

### L'étoile cramoisie de Hind
L'étoile cramoisie de Hind est R Leporis, une étoile variable à longue période nommée d'après son découvreur, John Russell Hind. C'est l'une des étoiles les plus rouges visibles.

### L'étoile d'Innes
L'étoile d'Innes, plus connue sous le nom LHS 40, est une étoile à mouvement propre élevé nommée d'après Robert Innes, connu notamment pour avoir découvert Proxima Centauri. En 1930, Luyten lista cette étoile comme le cinquième système stellaire le plus proche, mais[pas clair] on sait aujourd'hui qu'elle se situe à 41 années-lumière.

### L'étoile de Kapteyn
L'étoile de Kapteyn est une étoile sous-naine découverte en 1897 par Jacobus Kapteyn. Il s'agit de l'étoile ayant le mouvement propre le plus élevé connu au moment de sa découverte.

### L'étoile de Kepler
L'étoile de Kepler est la supernova SN 1604, nommée d'après Johannes Kepler, bien qu'il ne soit pas à l'origine de sa découverte ; il l'a cependant beaucoup étudiée.

### L'étoile de Krzemiński
L'étoile de Krzemiński est une supergéante bleue, membre du système binaire V779 Centauri avec le pulsar Centaurus X-3, découvert par l'astronome polonais Wojciech Krzemiński en 1974.

### L'étoile de Luyten
L'étoile de Luyten, une naine rouge, est nommée d'après son découvreur, Willem Jacob Luyten.

### L'étoile de van Maanen
L'étoile de van Maanen est une naine blanche découverte en 1917 par Adriaan van Maanen. Il s'agit de la deuxième naine blanche découverte.

### L'étoile de Plaskett
L'étoile de Plaskett, HR 2422, est l'une des étoiles binaires les plus massives connues, totalisant une masse d'environ cent fois celle du Soleil. Elle est nommée d'après l'astronome canadien John Stanley Plaskett qui découvrit sa nature binaire en 1922.

### L'étoile de Przybylski
L'étoile de Przybylski, HD 101065, est une étoile qui montre une abondance inhabituellement haute en lanthanides dans ses raies spectrales.

### L'étoile de Scholz
L'étoile de Scholz est un système binaire composé d'une étoile naine de type M tardif et d'une naine brune de type T (M9.5 + T5), découvert en 2013 par Ralf-Dieter Scholz. Elle possède une grande parallaxe, mais un mouvement propre relativement faible, et est connue pour rapprochement du Système solaire il y a 70 000 ans.

### L'étoile de Sneden
L'étoile de Sneden est une étoile géante nommée d'après Chris Sneden. Cette étoile est connue pour ses observations spectroscopiques à haute résolution.

### L'étoile de Tabby
Voir la section L'étoile de Boyajian.

### L'étoile de Teegarden
L'étoile de Teegarden est une étoile proche découverte en 2003 dans des données archivées prises des années auparavant pour le programme Near Earth Asteroid Tracking de la NASA. L'étoile est nommée en l'honneur de Bonnard J. Teegarden, l'astrophysicien de la NASA qui dirigeait l'équipe de découverte.

### L'étoile de Tycho
La supernova SN 1572 est surnommée l'étoile de Tycho, d'après Tycho Brahe, bien qu'il n'en fût pas son premier découvreur.

### Catalogues
Il faut noter que de nombreux catalogues d'étoiles portent le nom des personnes ayant découvert ces objets, ayant compilé ces catalogues ou dont le nom a été attribué à une mission pour laquelle a été fait ou de laquelle a été tiré un catalogue. On peut notamment citer Wolf, Ross, Bradley, Piazzi, Lacaille, Struve, Groombridge, Lalande, Krueger, Mayer, Weisse, Gould, Luyten et d'autres. Par exemple, Wolf 359, découverte par Max Wolf. Ces étoiles ne sont pas strictement nommées d'après cette personne mais ont plutôt une désignation dans un catalogue portant le nom de cette personne.
Par ailleurs, Pandora's Star et Ratner's Star sont des noms de romans, pas de véritables étoiles.